# Takari (plaats)
Takari is een bestuurslaag in het regentschap Kupang van de provincie Oost-Nusa Tenggara, Indonesië. Takari telt 3412 inwoners (volkstelling 2010).